# کلافه‌لیق
کلافه‌لیق (به ارمنی: Մեղրաշեն) (ترکی آذربایجانی: Kalafalıq) یک منطقهٔ مسکونی در جمهوری آرتساخ است که در استان کاشاتاق واقع شده‌است.